# アダム・ブラックウッド

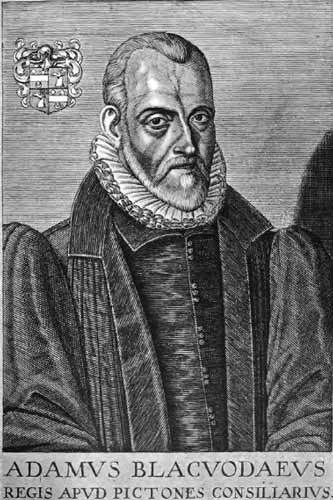
肖像

アダム・ブラックウッド（英語: Adam Blackwood、1539年 - 1613年）は、スコットランドの弁護士、作家。
大叔父はオークニー諸島で司教を務めたロバート・リード。

## 経歴
ダンファームリン出身。幼少期に両親が死去したため、大叔父のロバート・リードに支援を受けて教育を受けた。パリ大学に進学後、メアリーの直接的な支援によりトゥールーズ大学で民法を学んだ。その後ポワチエの議会で弁護士として活動し、『De Conjunctione Religionis et Imperii』を出版した。